# Áron Szilágyi
Dans le nom hongrois Szilágyi Áron, le nom de famille précède le prénom, mais cet article utilise l’ordre habituel en français Áron Szilágyi, où le prénom précède le nom.
Pour les articles homonymes, voir Szilágyi (homonymie).
Áron Szilágyi, né le 14 janvier 1990 à Budapest, est un escrimeur hongrois pratiquant le sabre. Par son palmarès exceptionnel il fait partie des meilleurs escrimeurs de tous les temps. En individuel, il est triple champion olympique (Londres en 2012, Rio en 2016 et Tokyo 2020), champion du monde (Le Caire 2022) et champion d'Europe (Montreux en 2015). Il est aussi champion du monde par équipes (Saint-Pétersbourg en 2007) et champion d’Europe par équipes (Novi Sad 2018, Antalya 2022, Bâle 2024 et Gênes 2025).

## Carrière sportive

### Des débuts prometteurs
Áron Szilágyi est un des élèves du maître d'armes hongrois György Gerevich, lui-même fils du grand escrimeur hongrois Aladar Gerevich, sept fois champion olympique. Il obtient ses premiers résultats probants très jeune, dès la catégorie cadet : en 2006 il termine à la cinquième place aux championnats du monde de la catégorie.
En 2007, alors qu’il est encore cadet, il rejoint l’équipe nationale hongroise senior pour les championnats du monde à Saint-Pétersbourg. La Hongrie remporte sa première médaille d’or au sabre masculin depuis 1998 en battant la France 45-43.

### Les premières médailles en individuel et le titre olympique
En 2008, il participe aux jeux olympiques de Pékin, terminant quinzième en individuel et septième par équipes. En 2009, il remporte le bronze aux championnats du monde à Antalya. En 2011 il termine troisième en individuel au championnat d’Europe à Sheffield.
En 2012, il est le seul Hongrois qualifié aux Jeux olympiques. En tableau de 16, il élimine le champion olympique en titre, le Chinois Zhong Man, puis l’Allemand Max Hartung et le Russe Nikolay Kovalev. En finale, il domine d’entrée de jeu l’Italien Diego Occhiuzzi, menant 7-0. Il remporte finalement le match 15-8, devenant le premier médaillé d’or hongrois des jeux de Londres.

### Un titre de champion d'Europe et le doublé olympique
En 2013, il est mis en avant pour la campagne de communication des championnats du monde qui se déroulent dans sa ville, Budapest. Il perd en demi-finale contre Nikolay Kovalev et prend la médaille de bronze. Dans la compétition par équipes, la Hongrie se contente de la septième place après une élimination par la Roumanie. Szilágyi termine la saison à la place de numéro 2 mondial, soit son meilleur classement.
Lors de la saison 2014-2015, il remporte son premier titre continental à Montreux, mais il perd en quart de finale aux championnats du monde. À l’issue de la compétition, Szilágyi annonce qu’il va se préparer pour les jeux Olympiques de 2016 à Rio de Janeiro avec le coach de l’équipe nationale de Singapour, András Decsi.
En 2016, il parvient pour la première fois depuis Jean-François Lamour en 1984 et 1988, à conserver son titre olympique en individuel. Lors du tournoi de sabre, il élimine en demi-finale le Coréen Kim Jung-hwan sur le score de 15-12, et bat en finale l’Américain Daryl Homer 15-8. Il n’a pas l’occasion de conquérir un titre par équipes à cause du roulement des épreuves par équipes.
Grâce à ce titre, il devient le cinquième sabreur de l'histoire à réussir le doublé olympique en individuel, et le troisième Hongrois après Jenő Fuchs (1908 et 1912) et Rudolf Kárpáti (1956 et 1960).

### Triplé olympique mais toujours pas de titre aux championnats du monde
Malgré deux titres de champion olympique, Szilágyi ne parvient toujours pas à triompher lors d'un championnat du monde en individuel, seul titre manquant à son palmarès, échouant à trois reprises (Leipzig 2017, Wuxi 2018 et Budapest en 2019). 
Il s'offre à nouveau le titre olympique en individuel à Tokyo, devenant ainsi le seul sabreur à réussir cet exploit, et le deuxième escrimeur avec la fleurettiste Valentina Vezzali. Il obtient aussi une médaille de bronze à l'épreuve par équipe avec ses coéquipiers : András Szatmári, Tamás Decsi, et Csanád Gémesi.

### Premier titre de champion du monde
En 2022 il réussit à obtenir le seul titre individuel manquant à sa carrière, le titre de champion du monde, lors des championnats du monde d'escrime du Caire. Il bat en finale le français Maxime Pianfetti d'une seule touche, devenant ainsi définitivement une légende de l'escrime.

## Palmarès
- Jeux olympiques
  -  Médaille d'or en individuel aux Jeux olympiques de 2012 à Londres
  -  Médaille d'or en individuel aux Jeux olympiques de 2016 à Rio de Janeiro
  -  Médaille d'or en individuel aux Jeux olympiques de 2020 à Tokyo
  -  Médaille de bronze par équipes aux Jeux olympiques de 2020 à Tokyo

- Championnats du monde
  -  Médaille d'or par équipes aux championnats du monde d'escrime 2007 à Saint-Pétersbourg
  -  Médaille d'or en individuel aux championnats du monde d'escrime 2022 au Caire
  -  Médaille d'argent par équipes aux championnats du monde d'escrime 2016 à Rio de Janeiro
  -  Médaille d'argent par équipes aux championnats du monde d'escrime 2017 à Leipzig
  -  Médaille d'argent par équipes aux championnats du monde d'escrime 2019 à Budapest
  -  Médaille d'argent par équipes aux championnats du monde d'escrime 2022 au Caire
  -  Médaille de bronze par équipes aux championnats du monde d'escrime 2009 à Antalya
  -  Médaille de bronze en individuel aux championnats du monde d'escrime 2013 à Budapest
  -  Médaille de bronze par équipes aux championnats du monde d'escrime 2014 à Kazan
  -  Médaille de bronze par équipes aux championnats du monde d'escrime 2018 à Wuxi
  -  Médaille de bronze en individuel aux championnats du monde d'escrime 2023 à Milan

- Championnats d'Europe
  -  Médaille d'or en individuel aux championnats d'Europe d'escrime 2015 à Montreux
  -  Médaille d'or par équipes aux championnats d'Europe d'escrime 2018 à Novi Sad
  -  Médaille d'or par équipes aux championnats d'Europe d'escrime 2022 à Antalya
  -  Médaille d'or par équipes aux championnats d'Europe d'escrime 2024 à Bâle
  -  Médaille d'or par équipes aux championnats d'Europe d'escrime 2025 à Gênes
  -  Médaille d'argent par équipes aux championnats d'Europe d'escrime 2013 à Zagreb
  -  Médaille d'argent en individuel aux championnats d'Europe d'escrime 2017 à Tbilissi
  -  Médaille d'argent par équipes aux championnats d'Europe d'escrime 2019 à Düsseldorf
  -  Médaille d'argent en individuel aux championnats d'Europe d'escrime 2025 à Gênes
  -  Médaille de bronze en individuel aux championnats d'Europe d'escrime 2011 à Sheffield
  -  Médaille de bronze par équipes aux championnats d'Europe d'escrime 2015 à Montreux
  -  Médaille de bronze en par équipes aux championnats du monde d'escrime 2017 à Tbilissi

- Jeux européens :
  -  Médaille de bronze en individuel aux Jeux européens de 2023 à Cracovie

## Décorations
En 2012, il est fait citoyen d'honneur de Budapest et de Hévízgyörk en Hongrie. La même année, il reçoit aussi la croix d'officier de l'ordre du mérite hongrois,. 
En 2016, il est porte drapeau de la délégation hongroise lors de la cérémonie d'ouverture des jeux olympiques. Il passe commandeur de l'ordre du mérite hongrois à la suite de sa victoire lors de ces mêmes jeux.
En 2022 il reçoit la grand-croix de l'ordre du mérite hongrois .